# مارك ستريكلاند
مارك ستريكلاند (بالإنجليزية: Mark Strickland)‏ من مواليد 14 يوليو 1970 في أتلانتا، وهو مدرب كرة سلة أمريكي ولاعب معتزل. بدأ مسيرته الاحترافية في سنة 1992. يبلغ طوله 6 قدم 9 بوصة (2.1 م). لعب كرة السلة الجامعية في جامعة تمبل. ثم اعتزل اللعب في 2006. أحرز خلال مسيرته في الإن بي إيه 1281 نقطة بمعدل 4.6 نقاط في المباراة الواحدة.

## المسيرة الاحترافية
لعب مع نادي دين بوش لكرة السلة في موسم 1993–1994، ثم لعب مع أتلتيكوس دي سان جرمان في سنة 1994، ثم لعب مع إنديانا بايسرز في سنة 1995، ثم لعب مع أتلتيكوس دي سان جرمان في سنة 1995.

## روابط خارجية
- مارك ستريكلاند على موقع إن بي أي (الإنجليزية)
- مارك ستريكلاند على موقع سبورتس رفرنس (الإنجليزية)
- مارك ستريكلاند على موقع كرة السلة الأوروبية.كوم (الإنجليزية)
- مارك ستريكلاند على موقع كلية كرة السلة في سبورتس رفرنس.كوم (الإنجليزية)
- مارك ستريكلاند على موقع ريلجم (الإنجليزية)
- مارك ستريكلاند على موقع بروبوليرز (الإنجليزية)
- مارك ستريكلاند على موقع سبورتس رفرنس (الإنجليزية)